# Zwischen Frauen und Seilen
Zwischen Frauen und Seilen (im Original Champion) ist ein US-amerikanisches Filmdrama aus der Ära des Film noir von Mark Robson aus dem Jahre 1949. Das Drehbuch basiert auf der gleichnamigen Erzählung von Ring Lardner und wurde am 9. April 1949 uraufgeführt. In Deutschland erschien der Film erstmals am 18. Dezember 1951 in den Kinos.

## Handlung
Michael Kelly und sein Bruder Connie ziehen als Tramps von Chicago nach Kalifornien. Sie wollen dorthin um ihre Teilhaberschaft an einem Restaurant anzutreten. Während ihrer Reise werden sie von dem Profiboxer Johnny Dunne mitgenommen. Dunne ist mit seiner Freundin Grace Diamond unterwegs zu einem Kampf nach Kansas City.
Michael, der Geld benötigt, wird ein Kampf für 35 Dollar angeboten. Doch nach dem Kampf werden ihm nur zehn Dollar ausgezahlt. Der Boxtrainer Tommy Haley wird auf Michael aufmerksam und bietet ihm an, in seinem Studio in Los Angeles zu trainieren. Doch Michael lehnt desinteressiert ab.
Als die beiden Brüder in Los Angeles ankommen, finden sie heraus, dass sie betrogen worden sind. Die beiden verdingen sich als Kellner und Tellerwäscher, wobei sich beide in Margaret, die Tochter des Besitzers, verlieben. Als Michael mit ihr entdeckt wird, zwingt ihn der wütende Vater zur Heirat. Schon kurz nach der Hochzeit verlässt Michael seine Frau und fliegt mit seinem Bruder in Haleys Studio.
Michael ist zunächst skeptisch, doch nach einigen siegreichen Kämpfen in der Umgegend, tourt er durch das Land. Bald schon kann er Johnny Dunne zu einem Kampf herausfordern. Betrüger versuchen jedoch, Michael zu einer Niederlage zu überreden, dafür solle er im nächsten Jahr um die Meisterschaft boxen dürfen. Michael geht auf den Betrug ein, doch im Kampf besiegt er Dunne schon in der ersten Runde.
Grace Diamond wendet sich nun Michael zu. Sie überzeugt ihn, Jerome Harris als Manager zu engagieren. Harris arbeitet jedoch mit den Betrügern zusammen. Michael sieht darin die einzige Möglichkeit, um den Titel kämpfen zu können und sagt zu. Sein Bruder Connie ist von Michaels Entscheidung empört. Er verlässt ihn und kehrt zurück, um mit Michaels verlassener Frau ein neues Leben zu beginnen.
Michael gewinnt die Meisterschaft und wird zu einem populären Boxstar. Mit Hilfe von Harris’ Ehefrau Palmer wird er zu einer Sportikone. Palmer verliebt sich in Michael, der Harris zur Scheidung überreden will. Harris lehnt ab und bietet Michael im Gegenzug Geld dafür an, wenn er Palmer nicht mehr wiedersieht. Michael nimmt das Geld und bricht Palmer damit das Herz.
Michaels Herausforderer sind eher mittelmäßig. Doch dann fordert ihn Dunne heraus, der ein Comeback versuchen will. Michael sieht Dunnes exzellente Form, er muss hart an sich arbeiten, um den Kampf gewinnen zu können. Er engagiert seinen alten Trainer Haley, auch Connie kehrt ins Studio zurück, um seinen Bruder zu unterstützen. Connie hat Michaels Ex-Frau geheiratet, doch Michael verführt sie, auch um sich selber etwas zu beweisen.
Der Kampf zwischen Michael und Dunne ist das Sportereignis des Jahres. Schon in der ersten Runde schlägt Michael Dunne zu Boden, doch der schafft es wieder zurück auf die Beine. Der Kampf wendet sich bald zu Dunnes Gunsten. Michael wird immer schwerer getroffen, so dass Haley das Handtuch werfen will. Doch Michael lehnt ab und kämpft weiter. Zum Ende des Kampfes erholt er sich zwar ein wenig, doch seine Verletzungen durch Dunnes Treffer sind so schwer, dass er an ihnen stirbt.

## Kritiken
„Ein in der Beschreibung des vermarkteten Boxsports kritischer Film mit dichter Milieuschilderung und hervorragender Gestaltung der Hauptrolle, der in der Schlußphase der Geschichte jedoch zu unentschlossen bleibt.“

„Schonunglos realistisch.“

„Ein hartes, jedoch instruktives Bild von fragwürdigen Methoden im Boxgeschäft, filmtechnisch und darstellerisch gut gestaltet. Nur für Erwachsene.“

## Auszeichnungen
Oscarverleihung 1950
- Oscar in der Kategorie Bester Schnitt an Harry W. Gerstad
- Nominierung in der Kategorie Bester Hauptdarsteller an Kirk Douglas
- Nominierung in der Kategorie Bester Nebendarsteller an Arthur Kennedy
- Nominierung in der Kategorie Bestes adaptiertes Drehbuch an Carl Foreman
- Nominierung in der Kategorie Beste Kamera (s/w) an Franz Planer
- Nominierung in der Kategorie Beste Filmmusik an Dimitri Tiomkin

Golden Globe 1950
- Golden Globe in der ehemaligen Kategorie Beste Kamera an Franz Planer
- Nominierung in der ehemaligen Kategorie Beste Nachwuchsdarstellerin an Ruth Roman

Weitere Nominierungen
- 1949 für den Goldenen Löwen als Bester Film bei den Internationalen Filmfestspielen in Venedig
- 1950 für den Directors Guild of America Award für Mark Robson
- 1950 für den Writers Guild of America Award für Carl Foreman

## Hintergrund
Der Film war die zweite Produktionsarbeit des späteren Star-Regisseurs Stanley Kramer, für Lola Albright war es die erste Rolle in einem Spielfilm, bei dem sie in den Credits erwähnt wird. Luis Van Rooten wurde in Mexiko geboren. Er stellte in seiner Karriere dreimal den Reichsführer SS Heinrich Himmler dar.
Der aus Österreich stammende Kameramann Franz Planer wird im Abspann als Frank Planer aufgeführt. Oscar-Gewinner Harry W. Gerstad konnte drei Jahre später einen weiteren Oscar gewinnen (für Zwölf Uhr mittags). Für den gleichen Film bekam Dimitri Tiomkin zwei Oscars (Musik und Song), zwei weitere Oscars folgten 1955 und 1959. Für die Ausstattung war der spätere Oscar-Gewinner Edward G. Boyle zuständig. Als Production Manager arbeitete Clem Beauchamp, der 1936 in der nicht mehr existierenden Kategorie Beste Regieassistenz geehrt wurde. Der sportliche Berater des Films war der ehemalige Boxweltmeister im Mittelweltergewicht (heute Juniorweltergewicht) Mushy Callahan.